# Batuequilla
Batuequilla es una alquería del concejo de Nuñomoral, en la provincia de Cáceres, Comunidad Autónoma de Extremadura (España). Se despobló a principios del siglo XXI después de que su única pobladora se trasladara a La Horcajada.
- Datos: Q5723641
- Multimedia: Batuequilla / Q5723641